# Legge Giulio Onesti

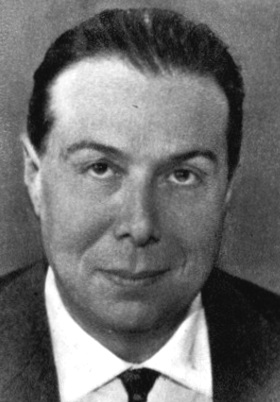
Giulio Onesti, insigne dirigente sportivo italiano

La legge Giulio Onesti o legge Onesti (legge 15 aprile 2003, n. 86) è una legge della Repubblica Italiana, promulgata durante il Governo Berlusconi II. La norma ha istituito, presso la Presidenza del Consiglio dei ministri, un fondo a favore di ex sportivi italiani illustri che versino in stato di particolare necessità, i quali possono così usufruire di contributi vitalizi utili al loro sostentamento. Deve il nome a Giulio Onesti, primo presidente del Comitato Olimpico Nazionale Italiano.

## Genesi
La legge fu fortemente voluta dal CONI e dall'ex schermidore Edoardo Mangiarotti, che dopo il ritiro fu presidente dell'Unione Veterani Sportivi e dell'Associazione Medaglie d'Oro al Valore Atletico; Mario Pescante, dirigente sportivo di lungo corso e al tempo sottosegretario allo Sport del Governo Berlusconi II, si occupò di portare avanti le relative istanze in sede istituzionale.
Lo scopo del provvedimento è assicurare agli ex sportivi italiani di alto livello trovatisi in stato di particolare necessità di poter beneficiare di un sostegno vitalizio comparabile a quello concesso dalla legge Bacchelli agli uomini di cultura. Tale legge, promulgata nel 1985, aveva già del resto individuato tra i propri beneficiari anche degli sportivi, quali il pugile Duilio Loi, il campione di sci Zeno Colò, i calciatori Riccardo Carapellese e Gino Colaussi, la cestista Nicoletta Persi e il pilota automobilistico Gigi Villoresi. Fu proposta anche per il campione di ciclismo Gino Bartali, il quale però l'aveva rifiutata.
In virtù di tale parallelismo e di alcune analogie formali nella sua applicazione, la legge Onesti è talora indicata come la "Bacchelli dello sport".

## Contenuto
Il testo della legge prevede che l'autorità politica con delega allo sport (al momento della promulgazione della legge era il Ministero della cultura) possa, con proprio decreto e previa comunicazione al Parlamento, assegnare un sostegno straordinario sotto forma di assegno vitalizio di entità variabile, rivalutabile secondo l'inflazione, nel limite massimo inizialmente fissato a 15 000 euro annui (poi aumentato), ai cittadini italiani che godano dei seguenti requisiti: l'assenza di condanne penali irrevocabili, la chiara fama e meriti acquisiti nel campo dello sport agonistico dilettantistico o professionistico, e il versare in comprovate condizioni di grave disagio economico. Il vitalizio s’intende netto e non viene computato nel calcolo del reddito.
La scelta dei beneficiari (massimo cinque all'anno) viene demandata a una commissione composta da un presidente, un rappresentante del Ministero della cultura (o comunque dal referente per lo sport in seno al governo), un rappresentante designato dalla Presidenza del Consiglio dei ministri, un rappresentante designato dal CONI e infine un delegato della Commissione nazionale atleti. La prima commissione fu quindi composta da Mario Pescante, Michele Marino, Florio Benito Mattei, Bruno Grandi e Jury Chechi. Il funzionamento della commissione è disciplinato dal decreto n. 282 del 5 settembre 2003.
Al 2020 i membri della predetta commissione sono il giurista Mitja Gialuz (presidente), i dirigenti pubblici Marta Meloro (delegata dall'ufficio per lo sport presso la Presidenza del Consiglio dei Ministri) e Giacometta Diamare (espressione della Presidenza del Consiglio dei Ministri), l'ex schermidore Giampiero Pastore (delegato CONI) e l'ex taekwondoka Carlo Molfetta (rappresentante della Commissione nazionale atleti).
L'ammontare del fondo destinato ai vitalizi viene stabilito con autorizzazione di spesa della Presidenza del Consiglio dei Ministri anno dopo anno: nel 2019 lo stanziamento ammontava a 1.208.500 euro. Il sussidio è revocato al venir meno delle condizioni di particolare necessità, oppure qualora il beneficiario incorra in condanne penali irrevocabili con conseguente interdizione dai pubblici uffici.

## Beneficiari
Al 2021 i beneficiari del "vitalizio Onesti" erano 45. Tra coloro ai quali è stato concesso vi sono i pugili Bruno Arcari, Nino Benvenuti, Franco De Piccoli, Nino La Rocca, Sandro Lopopolo, Pierluigi Del Papa, Remo Golfarini, Giancarlo Garbelli e Bruno Scarabellin, il ciclista Antonio Bailetti, il velista Sergio Sorrentino, la tiratrice Bina Colomba Guiducci, la cestista Nidia Pausich, il pattinatore ed hockeista Orazio Fagone, l'atleta Arturo Maffei, il golfista Renato Campagnoli.